# Fiodor Koriatowicz

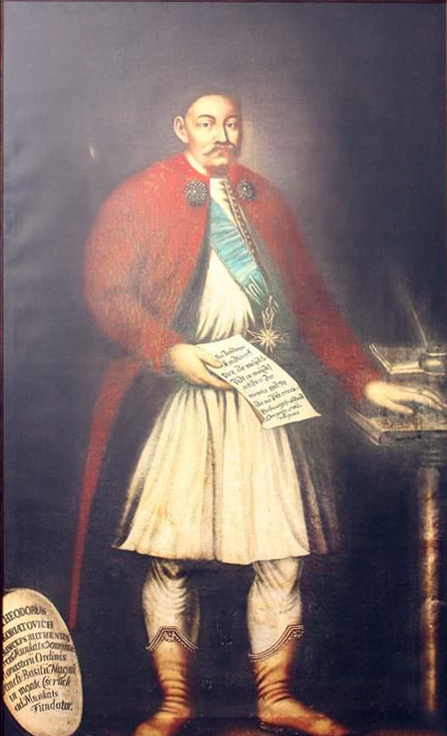
Fiodor Koriatowicz (obraz z XVII w.)

Fiodor Koriatowicz także Teodor Koriatowicz (zm. w 1414) – litewski książę, syn Koriata Giedyminowica, księcia nowogródzkiego.
Fiodor po ojcu odziedziczył zamek nowogródzki a po śmierci pozostałych braci, około roku 1389, został władcą Hospodarstwa Podolskiego. W 1392 sprzeciwił się Witoldowi, po czym został wygnany. W zamian za cesję swoich pretensji do Podola w 1396 nabył od spokrewnionego z nim króla węgierskiego ruskie żupy Bereg oraz Szarosz i miasto Mukaczewo, stając się panem zamku Palanka, jednego z najważniejszych zamków Zakarpacia.